# 堤あこ
堤 あこ（つつみ あこ、1965年11月22日 - ）は日本の写真家、実業家。堤写真館経営。

## 人物
1965年熊本県熊本市生まれ。
Brooks Institute卒業。

## 受賞歴
- 日本写真文化協会主催 第48回全国写真展覧会 内閣総理大臣賞受賞
- ポートレートアカデミーオブジャパン会員発表「デジタルネガによるプラチナプリント」にて立木賞受賞

## 主な作品
- 帽子のマリヤ